# Calibro 35 (album)
Calibro 35 è il primo album in studio del gruppo musicale italiano omonimo, pubblicato nel 2008 dalla Cinedelic Records.

## Descrizione
Il disco è composto da cover di brani di compositori italiani degli anni 70, appartenenti a colonne sonore di film di genere poliziottesco, e da due brani originali (Notte in Bovisa e La polizia s'incazza).
Nella versione in vinile sono presenti versioni alternative di Gangster Story, Treafelato, Notte in Bovisa e Summertime Killer. Nella seconda edizione del disco (pubblicata nel 2010) vi è una traccia aggiuntiva posta in apertura: Tutta donna (con Georgeanne Kalweit alla voce), cover del brano originariamente interpretato da Lola Falana.

## Campionamenti
Nel 2013 il brano "Una Stanza Vuota" è stato campionato da Child of Lov per il singolo "One Day" featuring Damon Albarn

## Tracce
1. Italia a mano armata – 3:12 (musica: Franco Micalizzi) – Italia a mano armata
2. Summertime Killer – 4:05 (musica: Luis Bacalov) – Ricatto alla mala
3. Notte in Bovisa – 2:13 (musica: Enrico Gabrielli, Massimo Martellotta, Tommaso Colliva)
4. Indagine su un cittadino al di sopra di ogni sospetto – 3:44 (musica: Ennio Morricone) – Indagine su un cittadino al di sopra di ogni sospetto
5. Milano Calibro 9 (Bouchet Funk) – 2:39 (musica: Luis Bacalov) – Milano calibro 9
6. Trafelato – 4:33 (musica: Ennio Morricone) – Giornata nera per l'ariete
7. Una stanza vuota – 2:52 (musica: Ennio Morricone) – Svegliati e uccidi
8. La mala ordina – 3:14 (musica: Armando Trovajoli) – La mala ordina
9. La polizia s'incazza – 2:20 (musica: Enrico Gabrielli, Massimo Martellotta, Tommaso Colliva)
10. Preludio – 2:56 (musica: Luis Bacalov) – Milano calibro 9
11. Gangster Story – 4:24 (musica: Guido De Angelis, Maurizio De Angelis) – La polizia incrimina, la legge assolve
12. Spiralys – 6:13 (musica: Daniele Casa)
13. Shake balera (Bonus Track) – 2:08 (musica: Peppino De Luca, Vito Tommaso) – La ragazza con la pistola
14. L'appuntamento (con la partecipazione di Roberto Dell'Era alla voce) – 5:02 (Bruno Lauzi, Erasmo Carlos, Roberto Carlos) – Tony Arzenta

Tracce bonus nell'edizione 2 LP
1. La polizia sta a guardare – 3:14 (musica: Stelvio Cipriani) – La polizia sta a guardare
2. Notte in Bovisa (Lapsteel Version) – 2:25 (musica: Enrico Gabrielli, Massimo Martellotta, Tommaso Colliva)
3. Summertime Killer (Extended) – 4:50 (musica: Luis Bacalov)
4. Trafelato (Extended) – 7:57 (musica: Ennio Morricone)

Traccia bonus nella riedizione del 2010
1. Tutta donna – 2:43 (Carlo Nistri, Franco Pisano) – Quando dico che ti amo

Tracce bonus nella riedizione del 2020
1. La polizia sta a guardare – 3:13 (musica: Stelvio Cipriani)
2. Trafelato (Extended Version) – 7:55 (musica: Ennio Morricone)
3. Summertime Killer (Extended Version) – 4:46 (musica: Luis Bacalov)
4. Notte in Bovisa (Alternate Take) – 2:24
5. Gangster Story (Extended Version) – 4:51 (musica: Guido De Angelis, Maurizio De Angelis)
6. E nessuno si farà del male – 1:53 (musica: Enrico Gabrielli, Fabio Rondanini, Luca Cavina, Massimo Martellotta, Tommaso Colliva) – esclusiva per l'edizione digitale

## Formazione
Hanno partecipato alle registrazioni, secondo le note di copertina:
Gruppo
- Enrico Gabrielli – pianoforte, organo, fiati, cori (traccia 11)
- Massimo Martellotta – chitarra elettrica, lap steel guitar, cori (traccia 11)
- Luca Cavina – basso, cori (tracce 11)
- Fabio Rondanini – batteria, percussioni, cori (traccia 11)

Altri musicisti
- Rodrigo D'Erasmo – strumenti ad arco (traccia 5), cori (traccia 11)
- Irene Maggi – cori (traccia 11)
- Roberto Dell'Era – voce (traccia 14)

Produzione
- Tommaso Colliva – produzione, registrazione, regia
- Giovanni Versari – mastering